# Мирцхулава, Цотне Евгеньевич
Цотне Евгеньевич Мирцхулава (груз. ცოტნე მირცხულავა; 25 июля 1920, Поти — 17 марта 2010, Тбилиси) — грузинский и советский учёный, гидравлик, гидромелиоратор, гидротехник. Иностранный член РАСХН (1997), действительный член ВАСХНИЛ (1973), действительный член (с 1993) Грузинской академии наук, доктор технических наук (1961), профессор (1964).

## Биография
Родился 25 июля 1920 года в городе Поти в семье служащих. Окончил строительный факультет Грузинского индустриального института (Грузинский политехнический институт — ныне Грузинский технический университет) и по окончании института работал в тресте «Грузнефть», где прошёл путь от десятника до заместителя трестом по проектированию и строительству. В 1953 г. защитил кандидатскую диссертацию и в 1954 г. был приглашён на работу в Грузинский научно-исследовательский институт мелиорации и водного хозяйства (ныне Институт водного хозяйства и инженерной экологии академии наук Грузии) старшим научным сотрудником. С 1953 г. преподавал в Грузинском политехническом институте (ныне Грузинский технический университет). В 1960 г. защитил докторскую диссертацию. В 1968 г. возглавил Грузинский научно-исследовательский институт мелиорации и водного хозяйства. Был экспертом ООН по борьбе с наводнениями и членом редколлегии журнала «Мелиорация и водное хозяйство» (Москва).
Скончался 17 марта 2010 г. Похоронен в Тбилиси.

## Научная деятельность
Ц. Е. Мирцхулава разработал инженерные методы исследования, моделирования и прогноза водной эрозии, методы обоснования допускаемых неразмывающих скоростей водного потока при расчёте каналов, проложенных в разных грунтах, методы борьбы с наводнениями и селями. Ему принадлежит приоритет в создании теории надежности гидромелиоративных систем и сооружений, а также в решении других проблем экологии и охраны окружающей среды. Опубликовано около 350 научных трудов на русском, английском и грузинском языках, в том числе 25 книг. Среди них монографии:
- Размыв русел и методика оценки их устойчивости. — М.: Колос, 1967. — 179 с.
- Инженерные методы расчета и прогноза водной эрозии. — М.: Колос, 1970. — 240 с.
- Надежность гидромелиоративных сооружений. — М.: Колос, 1974. — 279 с.
- Reliability of Hydro-reclamation structures. USA, Denver,Colorado, bureau of regalmation 1979.
- Reliability of Hydro-Reclamation Unstallation. A.A.Balkema Rotterdam, 1987.
- Основы физики и механики эрозии русел. Л.: Гидрометеоиздат, 1988. — 304 с.

## Награды и премии
- Лауреат Золотой медали им. А. К. Костякова (1981).
- Лауреат Государственной премии Грузии (2000).
- Орден «Знак Почета» (1948, 1966).
- Орден Ленина (1971).
- Орден Трудового Красного Знамени (1974).
- Орден Дружбы народов (1980).
- Орден Чести Грузии (1999).